# Austis
Austis is een gemeente in de Italiaanse provincie Nuoro (regio Sardinië) en telt 939 inwoners (31-12-2004). De oppervlakte bedraagt 50,7 km², de bevolkingsdichtheid is 19 inwoners per km².

## Demografie
Austis telt ongeveer 393 huishoudens. Het aantal inwoners daalde in de periode 1991-2001 met 9,0% volgens cijfers uit de tienjaarlijkse volkstellingen van ISTAT.
| Jaar | Inwoneraantal |
| ---- | ------------- |
| 1991 | 1054          |
| 2001 | 959           |

## Geografie
De gemeente ligt op ongeveer 737 m boven zeeniveau.
Austis grenst aan de volgende gemeenten: Neoneli (OR), Nughedu Santa Vittoria (OR), Olzai, Ortueri, Sorgono, Teti, Tiana.